# 木村容堂
木村 容堂（きむら ようどう）は、大相撲の行司の名跡のひとつ。

## 発祥
22代木村庄之助が初代木村林之助から改名したのが始まりで、彼が尊敬していた山内容堂から採ったものである。
彼が名乗った後は、彼の弟子でのちの30代木村庄之助が2代目を襲名している。
2代目が1985年1月場所から2000年1月場所まで15年に渡り番付書きを担当したことから、同じ番付書き担当の縁で2007年11月場所から番付書き担当となった木村恵之助が3代目を襲名した。

## 襲名者代々
- 初代　1936年1月場所～1938年5月場所まで。1939年1月場所、12代木村玉之助を襲名[1]、のちの22代木村庄之助。
- 2代　初代の弟子。1990年1月場所～2000年11月場所まで。兄弟子の25代式守伊之助（後の28代木村庄之助）の推薦により3代木村林之助から襲名。のちの30代木村庄之助。
- 3代　2016年5月場所～2024年7月場所。2代容堂と同じ番付の書き手である三役格行司木村恵之助が襲名。30代木村庄之助から襲名の打診があり、16年ぶりの襲名が実現した。現・39代木村庄之助。